# Melodichthys
Melodichthys is een monotypisch geslacht van straalvinnige vissen uit de familie van naaldvissen (Bythitidae). Het geslacht is voor het eerst wetenschappelijk beschreven in 1986 door Nielsen & Cohen.

## Soort
- Melodichthys hadrocephalus Nielsen & Cohen, 1986